# Bussy-le-Grand
Bussy-le-Grand település Franciaországban, Côte-d’Or megyében. Lakosainak száma 306 fő (2022. január 1.). Bussy-le-Grand La Villeneuve-les-Convers, Darcey, Éringes, Étormay, Grésigny-Sainte-Reine, Lucenay-le-Duc és Ménétreux-le-Pitois községekkel határos.

## Népesség
A település népességének változása:
| Lakosok száma | 367  | 298  | 246  | 273  | 320  | 317  | 316  | 315  | 308  | 306  |
|               | 1968 | 1982 | 1990 | 2006 | 2013 | 2015 | 2017 | 2019 | 2020 | 2022 |